# Hasan Abad
Hasan Abad (en persan : حسن‌آباد, Hasan Ābād) est un quartier de Téhéran, Iran. C'est un des quartiers d'affaires traditionnels de la ville, situé dans le centre de Téhéran. 
Le quartier s'est développé durant la période Qajare, à l'époque où la jeune capitale s'étendait très rapidement. Une place du même nom se trouve dans ce quartier. La particularité de cette place est d'être entourée de quatre bâtiments identiques à chaque coin du rectangle qu'elle forme. Ces bâtiments ont été construits par Ghelidj Baghelian (en persan : قليچ باقليان) et son ingénieur Léon Tadossian (en persan : لئون تادوسيان), architecte arménien renommé.
Après la révolution iranienne de 1979, la place est renommée « Place du 31 Shahrivar ». Elle reste aujourd'hui connue sous ces deux noms. 

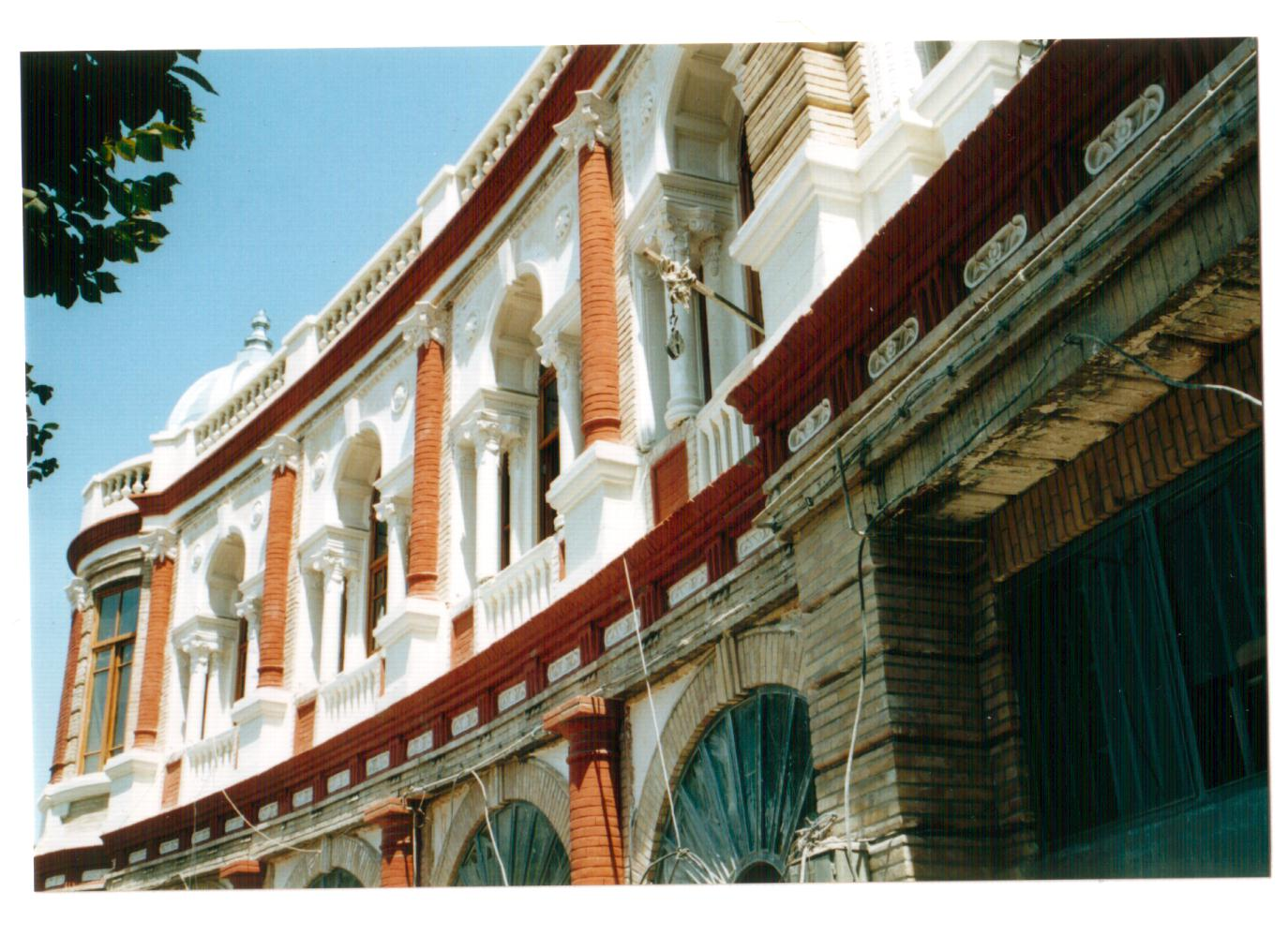
Bâtiments entourant la place Hasan Abad

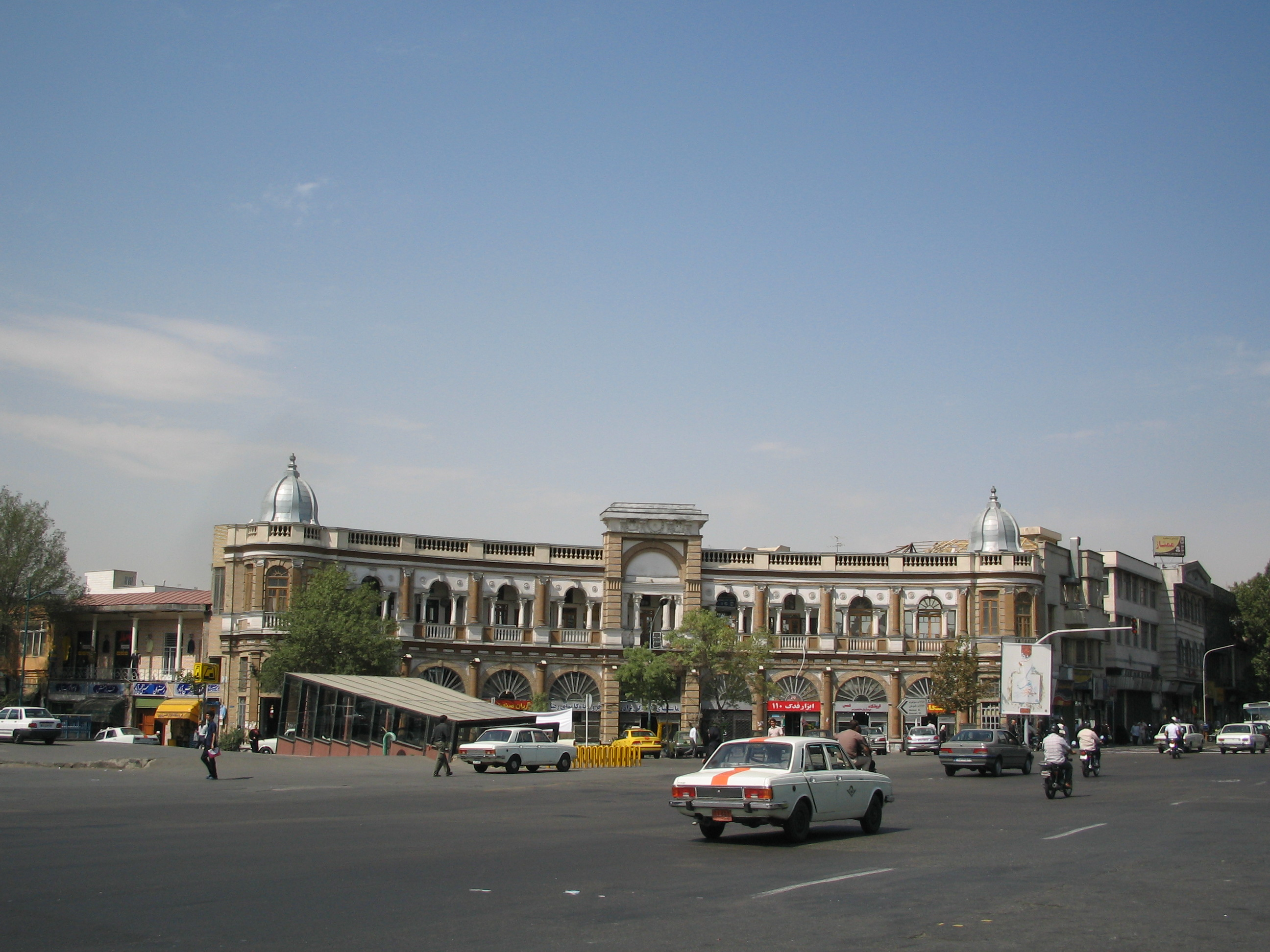
Vue de la place Hasan Abad

L'Organisation de l'héritage culturel d'Iran a reconstruit plusieurs des bâtiments de la place Hasan Abad, en ajoutant toutefois deux étages à la structure initiale. 
Le quartier est proche de nombreux bureaux gouvernementaux et est desservi par une station du Métro de Téhéran.